# Beauvoir, Manche
 Beauvoir  là một xã thuộc tỉnh Manche trong vùng Normandie tây bắc nước Pháp. Xã này nằm ở khu vực có độ cao từ 5-40 mét trên mực nước biển.